# Alane
"Alane" es una canción del cantante y músico camerunés Wes Madiko. Fue lanzada en mayo de 1997 como el primer sencillo de su álbum Welenga. Se convirtió en un éxito, superando las listas en Francia, Bélgica, Austria y Países Bajos. La canción fue producida por Michel Sanchez y interpretada en el idioma duala de Camerún, aunque la remezcla de Tony Moran incluye algunas letras en inglés.
En Francia, la canción fue patrocinada por TF1, Fun Radio, RTL y Malongo Cafés. El sencillo se mantuvo en el Top 50 durante 25 semanas, diez de ellos en la cima, y es hasta la fecha el 18º sencillo más vendido de todos los tiempos en Francia.
La canción también alcanzó el número uno en Bélgica (9 semanas en el #1 y otras 8 semanas en el Top 10), Austria (8 semanas en el #1 y otras 9 semanas en el Top 10) y Países Bajos (8 semanas en el #1 y otras 8 semanas en el Top 10), así como llegar al Top 10 en Alemania (donde pasó 18 semanas en el Top 10), Hungría, Irlanda, Israel y Suiza (10 semanas en el Top 10) y #11 en el Reino Unido.
Alane también fue incluida como intro de la telenovela chilena Borrón y cuenta nueva (1998).

## Video
El video musical de "Alane" fue dirigido por Philippe Gautier. La coreografía fue creada por la cantante estadounidense-francesa Mia Frye, quien hizo la coreografía de "Macarena" de Los Del Río en 1996. Frye aparece en ambos vídeos.

## Listado de canciones
CD single
1. "Alane" (radio mix) – 3:40
2. "Alane" (club remix – short version) – 3:37

CD maxi (Todd Terry Remixes)
1. "Alane" (radio mix) – 3:40
2. "Alane" (club mix – full version) – 8:06
3. "Alane" (drop mix – full version) – 8:07
4. "Alane" (club remix – short version) – 3:38
5. "Alane" (a capela) – 3:36

CD maxi (Tony Moran Remixes)
- 1. Alane (Tony Moran main pass mix) - 4:39
  2. Alane (Tony Moran instrumental mix) - 4:40
  3. Alane (Tony Moran a capela) - 4:40
  4. Alane (Philcat flashing widow mix) - 6:39

12" maxi
1. "Alane" (trouser enthusiasts orgasmic apparition mix) – 10:43
2. "Alane" (trouser enthusiasts spectrophiliac mix) – 6:51
3. "Alane" (Todd Terry's club remix) – 8:04
4. "Alane" (Tony Moran's club mix) – 4:40
5. "Alane" (radio mix) – 3:40

12" single (Trouser Enthusiasts Remixes)
1. "Alane" (trouser enthusiasts orgasmic apparition mix) – 10:43
2. "Alane" (Trouser enthusiasts spectrophiliac dub) – 6:51

## Posicionamiento en listas
| Lista (1997) | Máxima posición |
| ------------ | --------------- |
| Francia      | 1               |
| Austria      | 1               |
| Países Bajos | 1               |
| Alemania     | 2               |
| Bélgica      | 1               |
| Noruega      | 20              |
| Suecia       | 19              |
| Suiza        | 4               |
| Reino Unido  | 11              |
| Italia       | 23              |

## Versión de Robin Schulz y Wes
El DJ y productor alemán Robin Schulz lanzó un remake de la canción el 19 de junio de 2020 que se incluyó en el álbum IIII (2021). Schulz ha sido un fan de la canción original de 1997 cuando tuvo 10 años y estaba en contacto con Wes via Warner Music. Los dos músicos se encontraban en París y después regrabaron el tema en un estudio en Alemania. Su vídeo musical fue dirigido por Robert Wunsch y contiene aparencias de Schulz y Wes, con fragmento de 30 bailadores en 12 países del mundo, los cuales son Australia, Brasil, Francia, Alemania, Kenia, México, Corea del Sur, Turquía, Túnez, Vietnam, y los Estados Unidos.

### Lista de canciones
| Digital download |         |          |  |
| N.º              | Título  | Duración |  |
| 1.               | «Alane» | 2:55     |  |

| Digital download – Don Diablo remix |                            |          |  |
| N.º                                 | Título                     | Duración |  |
| 1.                                  | «Alane» (Don Diablo remix) | 3:20     |  |

| Digital download – Yves V remix |                        |          |  |
| N.º                             | Título                 | Duración |  |
| 1.                              | «Alane» (Yves V remix) | 2:26     |  |

### Listas

#### Listas semanales
| Listas (2020)                         | Posición máxima |
| ------------------------------------- | --------------- |
| Austria (Ö3 Austria Top 40)           | 3               |
| Bélgica (Flandes) (Ultratop 50)       | 14              |
| Bélgica (Valonia) (Ultratop 50)       | 5               |
| CIS (TopHit Airplay)                  | 172             |
| República Checa (Rádio Top 100)       | 84              |
| Francia (SNEP)                        | 15              |
| Alemania (Offizielle Deutsche Charts) | 6               |
| Germany Airplay (BVMI)                | 1               |
| Hungría (Dance Top 40)                | 39              |
| Hungría (Rádiós Top 40)               | 15              |
| Hungría (Single Top 40)               | 12              |
| Países Bajos (Dutch Top 40)           | 4               |
| Países Bajos (Mega Single Top 100)    | 11              |
| Polonia (Polish Airplay Top 100)      | 10              |
| Slovenia (SloTop50)                   | 6               |
| Suiza (Schweizer Hitparade)           | 7               |
| Ucrania (Tophit)                      | 71              |

#### Listas de fin de año
| Lista (2020)                      | Posición |
| --------------------------------- | -------- |
| Austria (Ö3 Austria Top 40)       | 23       |
| Bélgica (Ultratop Flanders)       | 66       |
| Bélgica (Ultratop Wallonia)       | 54       |
| Alemania (Official German Charts) | 29       |
| Hungría (Rádiós Top 40)           | 94       |
| Países Bajos (Dutch Top 40)       | 42       |
| Países Bajos (Single Top 100)     | 70       |
| Swiza (Schweizer Hitparade)       | 39       |

### Certificaciones
| País     | Organismo certificador | Certificación | Ventas certificadas |
| -------- | ---------------------- | ------------- | ------------------- |
| Austria  |                        | Platino       | 30,000‡             |
| Bélgica  |                        | Oro           | 20,000‡             |
| Francia  | SNEP                   | Oro           | 100,000‡            |
| Alemania |                        | Oro           | 200,000‡            |
| Polonia  | ZPAV                   | Oro           | 25,000‡             |